# Тєле
Тєле (鐵勒), Чиле (敕勒), Гаоче (高車, китайське прізвисько «високі вози»), Дінлін (丁零) — тюркська група народностей у Північному Китаї й Туркестані, що повстали після розпаду племінної конфедерації хунну. Китайські джерела ототожнюють їх з раніше відомими дінлін.

## Чиле, або гаоче

### Свідчення про чиле або гаоче
Перша згадка про чиле у описі походу китайської держави Рання Янь 357 року. Перша згадка гаоче у описі військового походу китайської держави Дай у 363 році. Назва «гаоче» є китайською і означає «високі вози».
Перелік імен багатьох богатирів наводить їх належність до народу дінлін у літописах держав Південних Династій.
«Гаоче пересуваються у пошуках трави й води. Вони зодягаються у шкіру й їдять м'ясо. Їхня худоба й вівці такі самі як у жужан, але колеса їхніх возів вищі й мають багато спиць.»— Вейшу, 103
«Прабатьками хуіхе були хунну за ознакою їхнього звичаю їздити на високо-колісних возах. Вони також були звані гаоче у часи Янь Вей (Північна Вей у 386—534 роках), або чиле, яке є альтернативною назвою тєле»— Сінь Таншу, 232
Інша група, яку китайці називали східні гаоче (东部高车), ймовірно мешкала від річки Онон до озера Байкал (巳尼陂). Відношення східних гаоче до решти гаоче неясне.

### Гаоче (тєле) за Жужанського каганату
У часи підвладдя Жужанському каганату гаоче поділялися на 6 племен і 12 кланів.
У 391 році жужанський вождь Хедохань (曷多汗) був убитий правлячим хунським кланом туоба Північної Вей. Син Хедоханью Шелунь у помсту провів декілька набігів для  племінного підкорення туобі, проте 399 року зазнав поразки й був вимушений втекти на захід. Тут на заході Шелунь підкорив гаоцьке плем'я хулу (斛律). За допомогою хулу Чилохоу (叱洛侯), Шелунь поневолив більшість племен гаоче й проголосив себе жужанським каганом 11 березня 402 року. Багатьом гаоче, як наприклад Чилохоу, було надано багато повноважень й влади.
За часів правління жужанських каганів Шелянь й його наступника Датань межі каганату досягли озера Іссик-Куль де вони перемогли індоєвропейців усунів й змусили їх посунути на південь. На сході вони робили набіги на хунську Північну Вей до поразки 16 червня 429 року. Згодом було полонено 1,5 мільйони гаоче й поселене на півдні у навколишніх землях до північно-вейської столиці Пінчен.
Після цього насильного переселення у літописах вони називаються: західними гаоче (西部敕勒) — у південній, за Жовтою річкою, частині пустелі Ордос, яких також називали Хесі Чиле [河西敕勒]); східними чиле (东部敕勒), поміж Учжоу (武周) й столичними передмістями; північні чиле (北部敕勒), до півночі й біля кордонів. Велика частина північних чиле (остання згадка 445 року) й східних чиле (остання згадка 524 року) можливо згодом втекла у степи. Західні чиле (переважно хулу й клан ціфулі племен фуфуло, що також відносилися до тєле) повстали у 524—526 роках, були переселені далі на південь й згодом асимільовані.
Із втратою людності Жужанський каганат увійшов у тимчасовий занепад. Але вже 460 року жужани розбили рештки Північного Лян на заході зі столицею у Гаочані. 470 року князь написав благального листа імператору Тоба, у якому повідомив, що усі маленькі держави на заході підкорені Жужанському каганату. У 472 році жужанський хан Юйцзюлу Юйчен напав на Північну Вей з її західного кордону. До року своєї смерті у 485 році Юйчен відновив Жужанський каганат до ще більшої могутності до часів кагана Датань.
За цих воєн часів Юйченя південно-західна група племен гаоче відома під назвою фуфуло об'єднало 12 кланів гаоче й повстала проти жужан, але були переможені. Вони втекли й утворили державу у 487 році на північний захід від Гаоченя.
З цього часу було відомо замало про гаоче до появи гьоктюрків (Тюркський каганат).

### Часи фуфуло
Фуфуло (副伏罗) були гаочеським племенем, що складався з 12 кланів, й який очолив племена тєле у власну державу. Їхні землі були, ймовірно, над річкою Туїн Гобі-Алтайського гірського хребта (сучасний Баянхонгорський аймак), недалеко від китайської державної колонії й незалежної держави Гаочанське царство.
Раніше фуфуло були відомі під етнонімом їчжань, що мешкали тут  приблизно з 150 року, й були спільниками з іншим племенем тєле — тоуба.
У 481 році фуфуло почали погрожувати Гаочан й скинули одного з їхніх царів. По смерті у 485 році жужанського кагана Юйченя його войовничий син Дулунь воював проти тоуба. Після незгоди вождь фуфуло А-Фучжілу видав Дулунь й 487 року разом з його молодшим кузеном Цюнгі (穷奇) втекли разом із своїм кланом у 100 000 юрт від жужанського війська на чолі з Дулунем і його вуйком Нагая після перемоги над останніми.
Після вдалої втечі вони осіли у Джунгарії й заснували невелику державу відому у історії під назвами Улу Беглик (候娄匐勒 або царство А-Фучжілу. Фуфуло стали спільниками Північної Вей у 490 році у війні проти Жужанського каганату до 541 року, коли вони були розсіяні жужанами.
Невдовзі після смерті жужанського кагана Дулуня у 492 році декілька важливих міст-оаз були взяті фуфуло, що відрізало жужан від західної частини каганату. Позбувшися жужанського впливу на заході, постала конфедерація споріднених кочових племен — ефталітів, що вперше просунули їхні межі до Карашара на сході, де був убитий фуфулоський вождь Цюнгі, а його син Мєту (弥俄突) був полонений.
З 507 року ефталіти посилають 18 послів з дарами (朝献/朝贡) до китайських дворів (12 до Північної Вей, 3 — до Лян, 2 до Західної Вей й 1 до Північної Чжоу) на відміну від тільки одного у 456 році. Як перси Пероз І й його син Каядх І раніше, так й ефталіти пізніше, підтримали вождя фуфуло Міету. Міету повернувся до правління, коли наступник А-Фуцжілу Біліян (跋利延) був скинутий його соплемінниками після недовгої сплати данини племені туоба. 508 року жужанський каган Футу напав на фуфуло й переміг, проте був убитий Міету на своєму шляху назад. Потім у 516 році Чоуну, син Футу,переміг Міету й  помстившись, стратив його, прив'язавши мотузкою до коня.
Фуфуло перекочували на декілька років, сховавшись у  ефталітів. 520 року Чоуну був переможений молодшим братом Їфу (伊匐), який поновив панування каганату. Після своєї поразки Чоуну повернувся на схід, де він був убитий під час державного перевороту, у якому правлячий клан Юйцзюлу (郁久闾) був поділений на два угруповання. У 521 році фуфуло вдерлися на територію Жужанського каганату, але були відкинуті назад 524 року. Потім фуфуло перенесли важкі поразки від жужанського кагана Анагуй перед своїм знищенням 541 року.
Протягом останніх десяти років фуфуло допомагали Східній Вей вести громадянську війну проти Західної Вей.

### Правителі гаоче
| Ім'я              | Час правління |
| ----------------- | ------------- |
| Ім'я              |               |
| 阿伏至羅 Афучжило | 487—503       |
| 跋利延 Баліянь    | 503—505       |
| 彌俄突 Міету      | 505—516       |
| 伊匐 Їфу          | 516—524       |
| 越居 Юецзюй       | 524—536       |
| 比造 Біцзао       | 536—540       |
| 去賓 Цюйбінь      | 540—541       |

## Тєле
У 546 році залишки гаоче, або фуфуло, що тепер називаються тєле, були розбиті у Джунгарії тюркським ханом Бумін Ханом. Приблизно 250 тисяч тєле було приєднане до його війська. 550 року він знищив залишки жужан на півночі й підпорядкував собі тєле. 552 року Бумін Хан переміг жужанського кагана Анагуй дещо на північ від китайського кордону.
Сурібадалаха дає деталі про племена, що походять від Суйшу, що основані на семантичних доказах тюркських мов та китайського називання. Вони мешкали у 9 краях й поділялися на більше 40 племен:
Пращури тєле належали до нащадків хунну, що мали найчисельніший поділ на племена. Вони населяли долини й були розкидані по всій величезній країні заходу Західного моря (Чорне море)
1. У краї на північ від річки Дуло (Туул) є пугу, тунло, вейхе (Орхонські уйгури), баєгу, фуло (фуфуло), які усі були названі сицзінь (іркін). Інші племена як менчень, тужухе, сицзє, хунь (хуньюй) й так далі також жили у цьому краї. Вони мали 20000 сильного непереможного війська.
2. У областях західніше Їу, на північ від Карашара й ближче до Білих гір, йдуть мазанки цібі, болочжі, ідє, супо, набе, ухуань (уху), хегу (киргизи), єдє, юйніхуань (юйніху) і так далі. Вони мали 20000 сильного непереможного війська.
3. Переходячи Золоті гори на південний захід є сюеяньто (сир-тардуши), дєлеер, шіпань (юебань), даці й так далі. Вони мали понад 10000 сильного війська.
4. Залишаючи оцих, ми переходимо у області на північ від Кан (Самарканд), ближче до річки А-Де (Волга). Тут мешкали хедє (а-дє), хецзє, боху, біхань, цзюйхай, хебісі, хецо, суба, ємо, кеда й так далі. Вони мали 30000 сильного війська.
5. На заході, на сході й заході моря Де-І (Каспійське море) є сулу, хесань (хозари), соє, мєцу, лунху (саху) й так далі. Вони мали понад 8000 сильного війська.
6. Коли ми доходимо до сходу Фулінь (Візантійська імперія), там є еньгу, а-лань (алани), бейжу, цзюлі, фувахунь й так далі. Вони мали близько 20000 сильного війська.
7. Нарешті, в областях на південь від Північного моря (озеро Байкал) мешкають дубо (Тува) й деякі інші племена.

Імена оцих племен різні, проте усі вони можуть бути класифіковані як тєле. Тєле не мають господаря, але вони підвладні обом східному й західному туцзю (гьоктюрки) відповідно. Вони не мають постійного помешкання й вони пересуваються зі змінами трави та води. Їхніми головними рисами є по-перше вони одержимі великою жорстокістю, але виявляють терпимість; по-друге вони є добрими вершниками й стрільцями; й по-третє, вони виявляють жадібність без стримання, тому що вони часто здобувають прожиток грабунком. Племена далі на захід були більш культурними, тому що вони розводили худобу й вівці, але мало коней. З того часу як туцзю створили державу вони були закликані на допомогу імперії й завоювали обидва схід й захід, приєднавши усі північні крайові землі.

Звичаї тєле й туцзю небагато відрізняються. Хоча чоловік тєле мешкає у домі його дружини після весілля й не повернеться до його власного дому з його дружиною доки не народиться дитина. Додатково тєле також ховають своїх померлих під землю.— Суйшу (літопис династії Суй), 84